# Karl Ernst Hartig

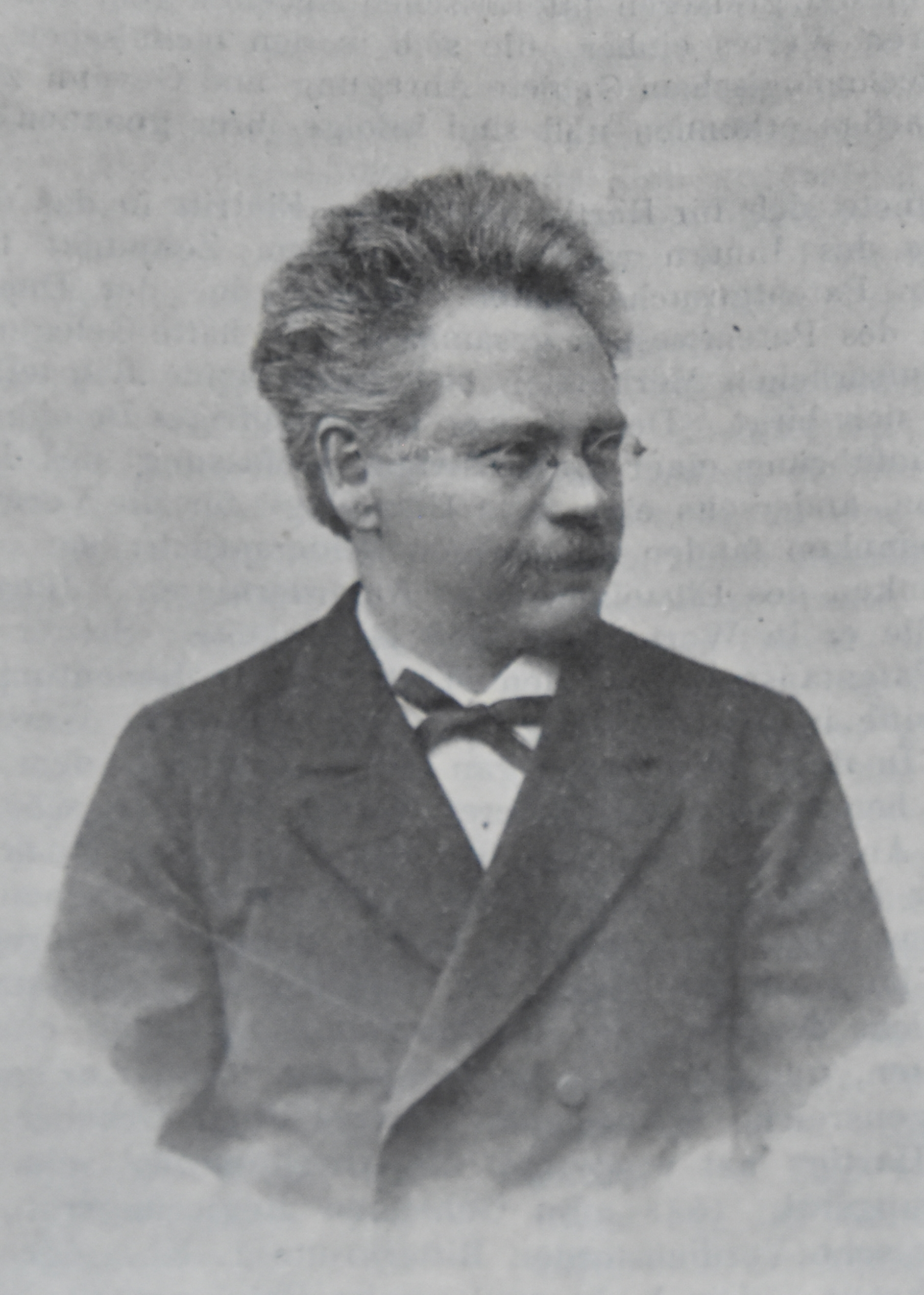
Karl Ernst Hartig

Karl Ernst Hartig (* 20. Januar 1836 in Stein; † 23. April 1900 in Dresden; auch: Carl Ernst Hartig) war ein deutscher Technologe.

## Leben

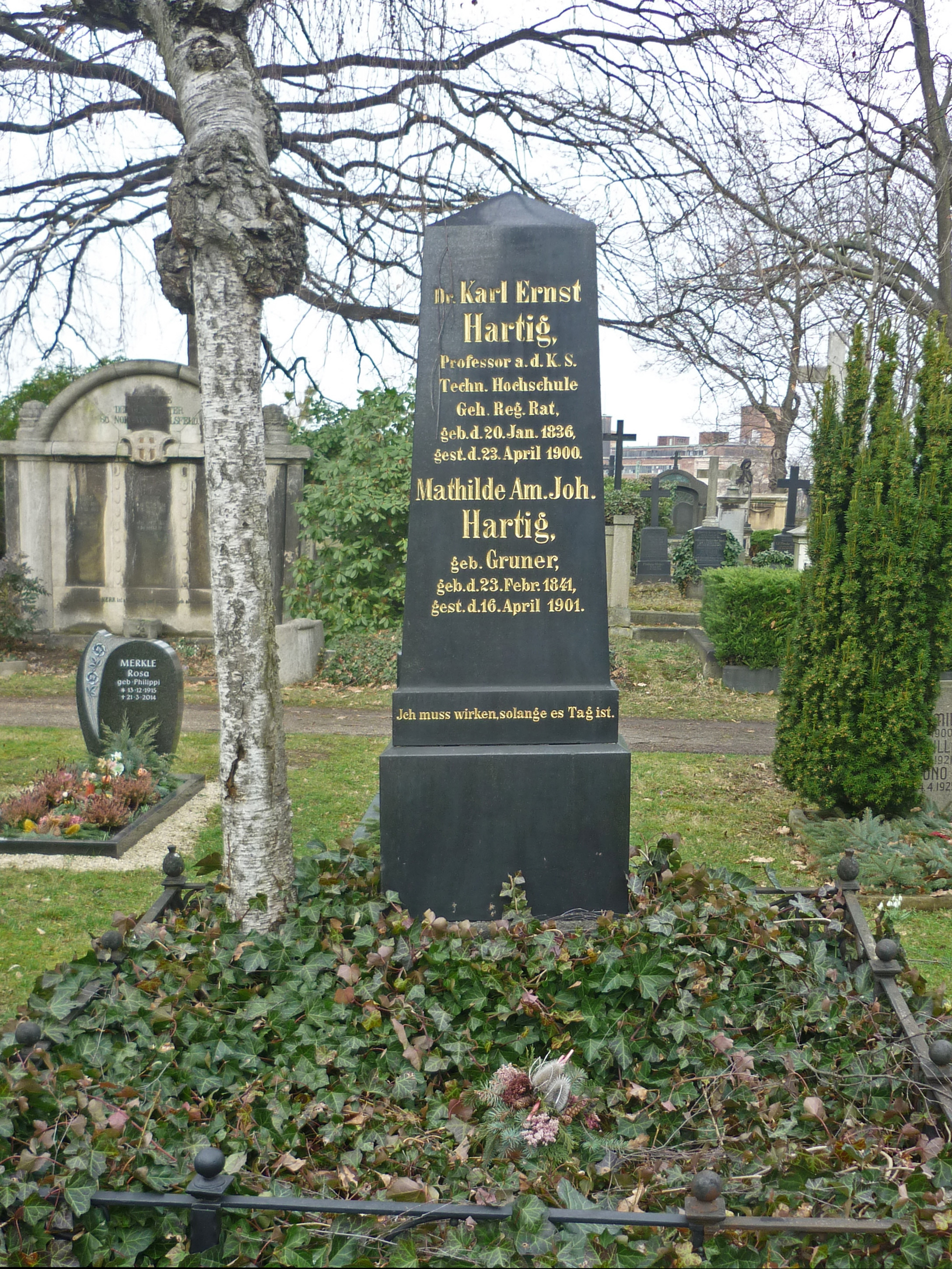
Grab von Karl Ernst Hartig auf dem Alten Annenfriedhof in Dresden

Karl Ernst Hartig stammte aus einer Weberfamilie. Er besuchte die technischen Lehranstalten in Chemnitz und Dresden, arbeitete in der Fabrik von Richard Hartmann und widmete sich nach Vollendung seiner Universitätsstudien dem Lehrfach der mechanischen Technologie.
Er wurde Assistent von Julius Ambrosius Hülße in Dresden, 1863 Lehrer und 1865 Professor der mechanischen Technologie am Polytechnikum Dresden. In den Mitteilungen der polytechnischen Schule publizierte er mehrere Untersuchungen über Arbeitsmaschinen, auch lieferte er Untersuchungen über die Heizkraft der Steinkohlen Sachsens (Leipzig 1860) und übernahm 1875 die Redaktion der Zeitschrift Der Civilingenieur. 1877 trat er in das Deutsche Patentamt ein.
Am 3. Februar 1890 wurde Hartig zum ersten Rektor der Königlich Sächsischen Technischen Hochschule gewählt. Hartig starb 1900 in Dresden. Sein Grab befindet sich dort auf dem Alten Annenfriedhof. Er war Mitglied des Vereins Deutscher Ingenieure (VDI) und des Dresdener Bezirksvereins des VDI.

## Ehrungen
Im Jahr 1876 wurde er zum königlich sächsischen Regierungsrat, 1888 zum Geheimen Regierungsrat ernannt. Zwei Jahre später wurde er zum Mitglied der Deutschen Akademie der Naturforscher Leopoldina gewählt. Weitere Auszeichnungen waren der Albrechts-Orden Komtur II. Klasse, Sächsischer Verdienstorden Ritterkreuz I. Klasse, Roter Adlerorden 3. Klasse und das Ritterkreuz des Franz-Joseph-Orden. Darüber hinaus war er korrespondierendes Mitglied der k. k. geologischen Reichsanstalt.